# Robert William Foot
Pour les articles homonymes, voir Foot.
Robert William Foot (7 juin 1889 - 2 avril 1973) fut codirecteur général de la BBC pendant 2 ans, de 1942 à 1944, avec Cecil Graves.

## Biographie
Robert William Foot, juriste de formation, fut d'abord administrateur général de la Compagnie du Gaz-Électricité anglais. En 1941, on lui demande de procéder à une enquête sur les dépenses excessives de la BBC et il devient codirecteur général peu de temps après. Il a décentralisé le management de l'entreprise et resserré les relations avec le gouvernement. Pour le choix des programmes, après le départ de l'autre codirecteur Cecil Graves, il s'est effacé devant le rédacteur en chef William Haley, qui est ensuite devenu directeur général. En 1944, lorsqu'il a quitté la BBC, il est devenu président de la Mining Association.